# Parafia św. Jana Chrzciciela w Węgrze
Parafia pw. św. Jana Chrzciciela w Węgrze – rzymskokatolicka parafia należąca do dekanatu przasnyskiego, diecezji płockiej, metropolii warszawskiej, z siedzibą w Węgrze.
Parafia została erygowana w 1398. Pierwszy kościół przetrwał do połowy XVI wieku. W 1730 w miejscu starego  został wybudowany nowy kościół, który po gruntownym remoncie w XIX wieku stoi do dzisiaj.  

## Zasięg parafii
W granicach parafii znajdują się miejscowości:

- Borkowo-Boksy
- Borkowo-Falenta
- Grójec
- Kijewice
- Mirów
- Obrąb
- Olszewiec
- Pierzchały
- Smoleń-Poluby
- Trzcianka
- Węgra
- Zberoż